# 싱가포르 레코딩 산업 협회
싱가포르 레코딩 산업 협회(영어: Recording Industry Association (Singapore), RIAS)는 국제 음반 산업 협회에 속해있는 싱가포르의 음악 산업 조직이다. 1976년 싱가포르 축음기 협회 (RPA)라는 이름으로 설립되었다.

## 인증
싱가포르 레코딩 산업 협회는 판매량을 기준으로 싱가포르의 음반에 대한 자격증을 수여한다. 2006년까지는 앨범과 싱글에 대한 판매량에 차이가 있었으나, 2007년부터 획일화되었다. 기준은 다음과 같다:
| 앨범        |                   |                   |
| 등급        | 2006년까지의 기준 | 2007년부터의 기준 |
| 골드        | 7,500             | 5,000             |
| 플래티넘    | 15,000            | 10,000            |
| 2× 플래티넘 | 30,000            | 20,000            |
| …           |                   |                   |

| 싱글        |        |
| 등급        | 판매량 |
| 골드        | 5.000  |
| 플래티넘    | 10.000 |
| 2× 플래티넘 | 20.000 |
| …           |        |